# 3-Méthylméthcathinone
Pour les articles homonymes, voir 3M (homonymie).
La 3-méthylméthcathinone, également connue sous le nom de métaphédrone, 3-MMC, 3M ou encore, simplement, « la 3 », est un nouveau produit de synthèse de la famille des cathinones de synthèse. La 3-MMC est structurellement proche de la méphédrone (ou 4-MMC), une drogue illicite plus connue. La plupart des pays qui ont interdit la méphédrone ont d'ailleurs également interdit la 3-MMC. Présentée sur le marché des drogues récréatives comme alternative à la méphédrone, elle a été identifiée pour la première fois sur ce marché en Suède en 2012. La 3-MMC a été testée chez les grands mammifères, notamment par le laboratoire Glazart, fournissant beaucoup plus de connaissances à ce sujet que ce que l'on sait sur les autres cathinones de synthèse. La 3-MMC est, comme les autres cathinones, un inhibiteur de la recapture des monoamines avec une forte inhibition de la recapture de noradrénaline, mais elle fait figure d’exception en ayant un effet inhibiteur plus puissant sur la recapture de la dopamine que sur celle de la sérotonine.

## Histoire
La 3-MMC est identifiée pour la première fois en Suède en 2012. Elle est produite comme drogue de synthèse à la suite de l'interdiction dans de nombreux pays de la méphédrone. La 3-MMC était vendue comme produit chimique de recherche, généralement sous forme de poudre.
Sans utilisation médicale connue ou signalée, la 3-MMC n'est utilisée qu'à des fins dites récréatives. Des intoxications mortelles ont été signalées, dont certaines impliquant uniquement la 3-MMC.
La 3-MMC est consommée à partir de 2020 en France, d'abord dans la communauté homosexuelle, pour du chemsex, puis dans le « monde de la nuit » parisien. Son prix, huit fois moins cher que la cocaïne, expliquerait son succès. Elle est parfois appelée à tort nouvelle cocaïne et surnommée la « cocaïne du pauvre ».

## Structure
Le nom systématique de la 3-méthylméthcathinone est 2-(méthylamino)-1-(3-méthylphényl)propan-1-one. Elle est structurellement très proche de la cathinone, une phényléthylamine, car la 3-MMC est une cathinone substituée par deux groupes méthyle, un sur la fonction amine, et en position 3 (méta) sur le cycle benzénique. Elle est à ce titre un isomère structurel de la méphédrone, où le deuxième groupe méthyle est lui en position 4 (para).
La 3-MMC possède un centre chiral au niveau du carbone C-2, et il en existe donc deux énantiomères. On suppose que la forme S est plus puissante en raison de sa similitude avec la cathinone (qui est l'énantiomère S de la 2-aminopropiophénone), mais cela reste à confirmer.

## Synthèse
Il existe plusieurs façons de synthétiser la 3-MMC. L'une d'elles ajoute du bromure d'éthylmagnésium au 3-méthylbenzaldéhyde (I). Le produit (II) est ensuite oxydé par du chlorochromate de pyridinium (PCC) sur gel de silice en cétone (III) et bromé avec de l'acide bromhydrique pour donner la bromocétone (IV). Cette bromocétone est mise à réagir avec de la méthylamine éthanolique pour produire la base libre 3-MMC (V), qui peut être convertie en sel chlorhydrate (VI) par addition de chlorure d'hydrogène éthéré (VI).

## Mécanisme d'action
Les études de pharmacologie font actuellement défaut, mais il a été constaté que la 3-MMC, tout comme la 4-MMC, inhibe les transporteurs de noradrénaline (NET), de sérotonine (SERT) et de dopamine (DAT). La 3-MMC inhibe le NET et le DAT et plus puissamment que le SERT, ce qui suggère que la 3-MMC a des propriétés stimulantes de type « amphétamine » plus fortes que la méphédrone.
La 3-MMC se lie fortement aux récepteurs de la sérotonine 5-HT1A, 5-HT2A et 5-HT2C, et se lie faiblement aux récepteurs adrénergiques α1A et α2A.

## Métabolisme
La voie métabolique de la 3-MMC n'est pas encore entièrement connue. L'analyse de poils pubiens humains d'un trafiquant de drogue, a conclu que la 3-méthyléphédrine et la 3-méthylnoréphédrine sont des métabolites de cette drogue. Une voie métabolique possible est la β-céto-réduction suivie d'une N-déméthylation.

## Effets, assuétude
Généralement, la 3-MMC est prise par inhalation, injection, insufflation ou administration orale.
L'utilisation répétée de 3-MMC lors d'une même session, souvent via différentes voies, a été observée. Les dosages vont de seuil (50 mg), léger (50–150 mg), commun (150–250 mg), fort (250–350 mg) et lourd (+ de 350 mg). Les doses autodéclarées varient de 50 à 150 mg voire jusqu'à 500 mg. Et la plupart des utilisateurs signalent un usage répété pour prolonger l'euphorie, conduisant souvent à 500 mg à 2 000 mg de 3-MMC consommés en une seule séance ou même en quelques heures. L'effet dure de 4 à 6 heures, son pic étant de 2 à 3 heures. Dans une étude basée sur un questionnaire d'utilisateurs autodéclarés de 3-MMC en Slovénie, il a été constaté que 88,8 % des utilisateurs insufflaient la drogue tandis que 42,6 % la prenaient par voie orale. L'étude n'a trouvé aucun cas d'utilisateurs s'injectant du 3-MMC. De plus, 26 % des utilisateurs ont déclaré avoir pris plus de 1 500 mg de 3-MMC en une seule séance et plus de 50 % ont déclaré avoir consommé plus de 500 mg en une seule séance.
Les effets souhaités de la 3-MMC sont la stimulation, des sensations corporelles spontanées, l'euphorie, l'amélioration de l'empathie, de l'affection et de la sociabilité, le bonheur, une conscience et appréciation accrue de la musique, qui sont des effets similaires à ceux d'autres amphétamines et drogues.
Les effets indésirables peuvent aller du bégaiement, de la fatigue, de la verbosité, à un niveau de conscience réduit, la dépression, l'agressivité, un délire, la confusion, une vision double, des difficultés de concentration, des maux de tête, une déshydratation, des hallucinations, de la peur, et à des effets plus graves (hyponatrémie, diaphorèse, convulsions, hyperthermie, rhabdomyolyse pouvant conduire à la mort[source insuffisante]). Comme pour la MDMA/ecstasy, le consommateur peut subir des « (…) redescentes difficiles avec idées noires, regret d’avoir accepté certaines pratiques sexuelles ou de s’être rapproché de personnes vers lesquelles l’usager n’aurait pas été s’il avait été sobre… ».
En sniff, cette drogue semble « particulièrement nocive pour les cloisons nasales. Les usagers se plaignent en effet de douleurs intenses lors de la prise en trace »,.

## Toxicité
La 3-MMC serait responsable de sept des neuf morts par surdose de drogue survenus en France en 2021, mais très peu de cas de mort par overdose ont été enregistrés pour des concentrations comprises entre 249 et 1 600 ng/mL de 3-MMC. La plage de concentration étant assez large dans la littérature, il est difficile d'établir les seuils mortel ou de danger. Aucune corrélation entre la concentration mesurée et le type d'intoxication n'a été trouvée. La cause la plus probable pourrait être l'instabilité chimique du produit.
En Europe, en 2021, la 3-MMC a causé 27 décès selon l'OEDT.

## Législation
Depuis octobre 2015, la 3-MMC est une substance contrôlée en Chine. La 3-MMC est interdite en République tchèque. Depuis le 28 octobre 2021, la 3-MMC est inscrit sur la liste II de la loi néerlandaise sur l'opium et est donc illégal aux Pays-Bas.
L'Office des Nations unies contre la drogue et le crime (ONUDC) a demandé d'organiser un examen critique de cette molécule, qui « est fabriquée clandestinement, présente un risque grave pour la santé publique et la société, et n'a pas d'usage thérapeutique reconnu ».